# جيمس غوردون بينيت سينيور
جيمس غوردون بينيت سينيور (بالإنجليزية: James Gordon Bennett Sr.)‏ هو شخصية أعمال وصحفي أمريكي، ولد في 1 سبتمبر 1795 في Keith, Moray ‏ في المملكة المتحدة، وتوفي في 1 يونيو 1872 في مانهاتن في الولايات المتحدة.

## وصلات خارجية
- جيمس غوردون بينيت سينيور على موقع الموسوعة البريطانية (الإنجليزية)
- جيمس غوردون بينيت سينيور على موقع إن إن دي بي (الإنجليزية)